# Ferdinand von Piloty
Ne doit pas être confondu avec Ferdinand Piloty.
Ferdinand von Piloty, né le 9 octobre 1828 à Munich et mort le 21 décembre 1895 à Munich, est un peintre, illustrateur et fresquiste allemand d'origine bavaroise qui fait partie de l'école de Munich. Il est surtout connu pour son portrait du jeune roi Louis II de Bavière.

## Biographie
Ferdinand von Piloty est le fils du peintre et lithographe Ferdinand Piloty (1786-1844), dit l'aîné, et le frère cadet de Carl von Piloty dont il suit l'enseignement à l'académie des beaux-arts de Munich, ainsi que celui de son beau-père Karl Schorn. Il est influencé par le style de son frère dont il suit les couleurs chaudes et brillantes. 
Il peint des fresques historiques au musée national de Bavière de Munich, ainsi qu'à l'hôtel de ville de Landsberg am Lech.

## Quelques œuvres

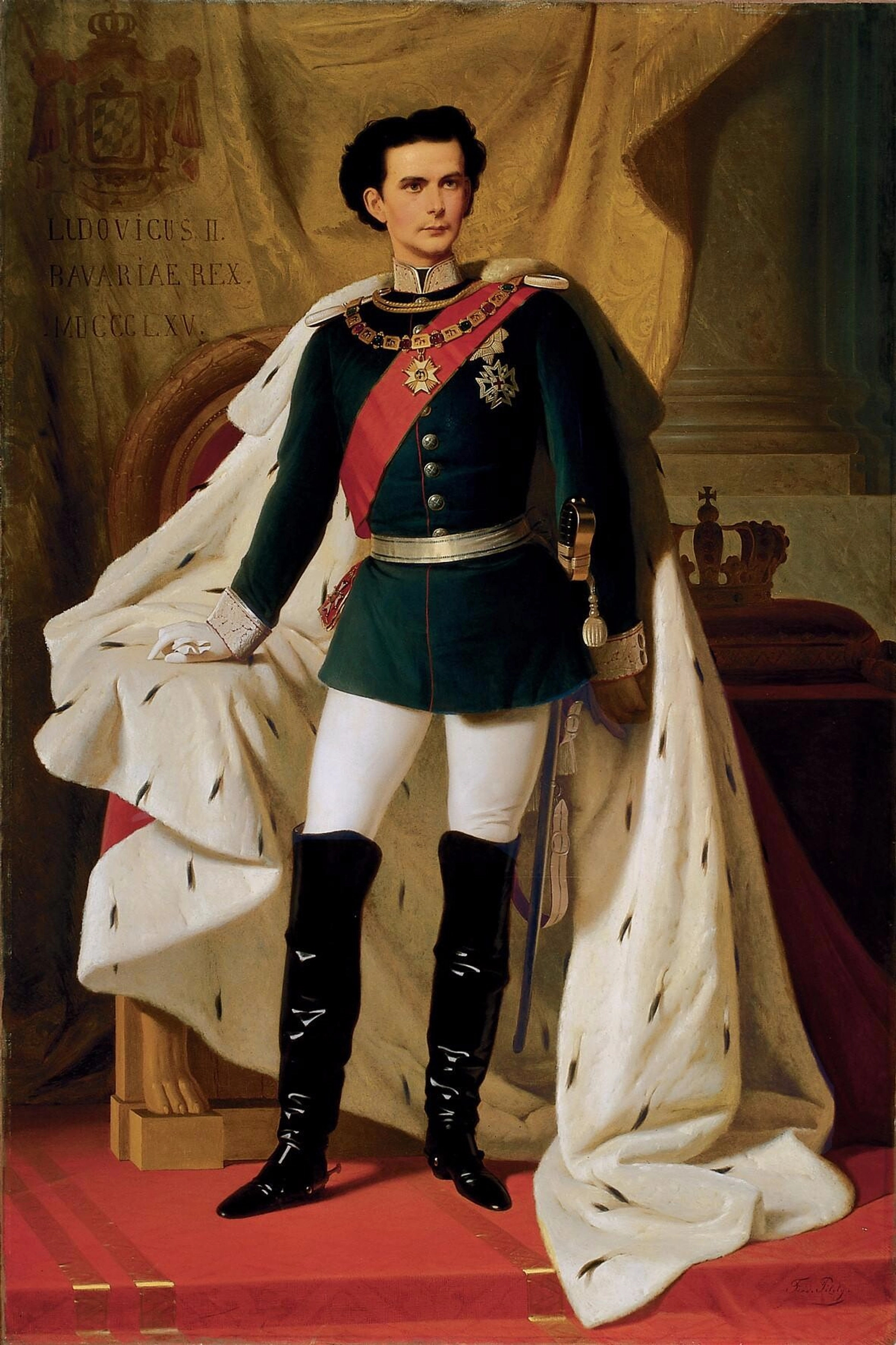
Portrait de Louis II de Bavière en manteau de couronnement (1865)

- Portrait de Louis II de Bavière (1865)
- Thomas More
- Le Jugement de Salomon
- Le Sermon du capucin à Rome
- Le comte Eberhart de Wurtemberg au chevet de son fils
- Élisabeth d'Angleterre et l'Armada